# 신승수
신승수(한국 한자: 申承洙, 1954년 4월 10일 ~ )는 대한민국의 영화 감독 겸 각본가이다. 1985년 감독 데뷔 후 흥행적으로 성공받았다. 대표작으로 《할렐루야》, 《계약 커플》 등이 있다.

## 경력

### 생애
1954년 4월 10일 충청남도 보령시에서 태어났다. 이장호 감독의 연출부에서 경력을 쌓았다. 이후 《장사의 꿈》이라는 로맨스 영화로 감독 데뷔하였다.

### 흥행
데뷔 이후 《달빛 사냥꾼》, 《성야》 등의 작품을 통해서 드라마의 감각을 보여준 이후, 《아래층 여자와 윗층 남자》, 《가슴 달린 남자》등을 연이어 흥행감독으로서 인정을 받았다. 그 후 영화 배우 활동을 시작하면서 많은 흥행작을 연기하면서 큰 도움을 받았다.

## 작품 목록

### 감독
- 1985년 《장사의 꿈》
- 1987년 《달빛 사냥꾼》
- 1988년 《성야》
- 1989년 《빨간 여배우》
- 1990년 《수탉》
- 1992년 《스물일곱송이 장미》
- 1992년 《아래층 여자와 윗층 남자》
- 1993년 《가슴 달린 남자》
- 1994년 《계약커플》
- 1995년 《아찌 아빠》
- 1997년 《할렐루야》
- 1998년 《엑스트라》
- 1999년 《얼굴》
- 2002년 《아프리카》

### 배우
- 2001년 《클럽 버터플라이》- 클럽 멤버 역 (특별출연)
- 2003년 《클래식》- 인터뷰 남 1 역

## 수상
- 1986년 제25회 대종상 영화제 신인 감독상
- 1987년 제11회 황금촬영상 감독상
- 1987년 제23회 백상예술대상 시나리오상
- 1986년 제22회 백상예술대상 신인 감독상
- 2022년 춘사영화제 공로상